# TriGranit
A TriGranit Közép-Európa egyik legnagyobb teljes mértékben integrált, magántulajdonban lévő ingatlanplatformja. Fő fókuszában a városokban lévő  kereskedelmi- és irodaépületek állnak. A TriGranit beruházásokkal, beszerzéssel, fejlesztésekkel és építkezéssel foglalkozik. Két évtizedes működése során közel 50 projektet dolgozott ki, amelyek 1,6 millió négyzetméternyi GLA-t hoztak létre 7 közép-kelet-európai országban.

## Előzmények, projektek és díjak
A TriGranit a Gránit Polus, a TrizecHahn, az AIG és az EBRD egyesítésével jött létre 1997-ben.
1999-ben a TriGranit felépítette a 194 000 négyzetméteres alapterületű WestEnd City Centert, egy új bevásárlóközpontot Budapest belvárosában, jelezve a cég úttörő fejlesztését a régióban. A Westend City Centerben található kiskereskedelmi, irodai, szabadidős és szórakoztató rész is.
2000-ben megnyílt a pozsonyi Polus City Center is, egy 82 000 négyzetméteres alapterületű kiskereskedelmi és szórakoztató központ.
A 19 600 négyzetméteres bérterületű Millennium Tower I 2001-es átadását követően, 2003-ban megnyitották a 22 600 négyzetméteres bérterületű Millennium Tower II irodaházat is Pozsonyban.
2005 három különböző típusú projekt felépítését hozta el. MÜPA - A budapesti Művészetek Palotája, amelyben a Ludwig Múzeum, a Fesztivál Színház és a Bartók Béla Nemzeti Hangversenyterem található, 2005 májusában nyílt meg. Az épület 2006-ban elnyerte az „építészet Oscarát”, a FIABCI Prix d'Excellence díjat. Szintén 2005-ben nyitották meg a budapesti Duna-Pest Residences nevű, 300 fős luxuslakó-komplexumot is a Duna partján. Ugyanazon év novemberében a Silesia City Center épületében egy 120 000 négyzetméteres alapterületű kiskereskedelmi és szórakoztató központot adtak át Katowicében. A központ egy régi, hosszú, zárt bánya helyére épült, és a TriGranit felhúzott egy kápolnát a bányászok emlékére az épület mellett.
A TriGranit az elsők között csatlakozott az Európai Bizottság által indított Zöld Építési Programhoz, amely környezetbarát épületeket díjaz.
A Silesia City Center 2006-ban elnyerte a CEE ingatlanminőségi díjat. A Silesia telephelyét egy 1000 lakásos, Oak Terraces nevű komplexum építésével fejlesztették tovább.
2006-ban megnyílt a 18 000 négyzetméternyi bérterületű, Millennium Tower I nevű irodaház Budapesten. Ugyanebben az évben a TriGranit átvette a Papp László Budapesti Sportaréna ingatlankezelését. A TriGranit első romániai projektje a 80 000 négyzetméteres alapterületű, 2007-ben átadott, kolozsvári Polus Center bevásárlóközpont volt.
A 2008-as gazdasági válság ellenére a TriGranit felépítette a Lakeside Park irodakomplexumot Pozsonyban, mely közel 85 méteres magasságával Pozsony legmagasabb épületei közé tartozik. A budapesti Millenniumi Városközpontot szintén kibővítették a Millennium Tower II-vel és a Millennium Tower III-mal 2008-ban, melyekben 39 500 négyzetméteres bérterületű irodaterület található. 
A TriGranit 2009-ben befektetésekbe kezdett Lengyelországban és Horvátországban is. Felépítették a krakkói Bonarka City Centert, egy 257 000 négyzetméteres alapterületű kiskereskedelmi- és szórakoztató központot, és a zágrábi Aréna Zágrábot, egy 15 000 férőhelyes modern sportarénát.
2010-ben a TriGranit befejezte második zágrábi projektjét, az Arena Centart, egy 200 000 négyzetméteres alapterületű kiskereskedelmi projektet.
2011-ben folytatódott a krakkói bevásárlóközpont fejlesztése; átadták a Bonarka for Business (B4B) irodaépület komplexumának „A” és „B” épületét. A projekt 10 "A" osztályú irodaépületekből áll. Ugyanebben az évben a budapesti Millenniumi Városközpont a K&H Csoport székhelyével egészült ki.
Az első lengyelországi PPP-projektet a TriGranit építette. A Poznani Pályaudvart 2012-ben építették és nyitották meg. A vasútállomás volt az új poznani belváros többszakaszú fejlesztésének első fázisa. A későbbi projektek egy kiskereskedelmi központ, irodák és lakások voltak.
A TriGranit építette fel Krakkóban az „A” kategóriás B4B Irodatorony „C” és „D” épületét. Ezzel együtt 2013-ig több mint 2,5 milliárd euró összértékű projektet készített a társaság. Ugyanebben az évben megnyílt a Poznań City Center, egy 58 000 négyzetméteres bérterületű bevásárló- és szórakoztató központ, amely a város új kereskedelmi és szállítási csomópontjának szerves része.
A 2015-ös év új mérföldkövet jelentett a TriGranit életében. A TPG Real Estate, a TPG globális magánbefektetési vállalkozás ingatlanplatformja felvásárolta a TriGranitot. A megállapodás értelmében a TPG Real Estate megszerezte a TriGranit fejlesztési és vagyonkezelési platformját, a teljes lengyel, szlovák, valamint a magyar és horvát portfólió egy részének kiváló minőségű eszközeit. A TPGRE célja a további tőkeinjekcióval a közép-kelet-európai régió vezető ingatlanbefektetési, fejlesztési és kezelési platformjának létrehozása.
Eközben 2015-ben befejeződött a B4B Irodatorony "E" épületének építése Krakkóban.
2016-ban a TriGranit két piacmeghatározó tranzakciót hajtott végre Magyarországon és Lengyelországban, két sikeres kiskereskedelmi és irodai fejlesztésének eladásával. Szeptemberben a vállalat eladta a krakkói Bonarka City Centert (BCC) a Rockcastle-nek. Ez volt a 2016. évi lengyel ingatlanpiac legnagyobb egyetlen ügyletben lebonyolított tranzakciója. 2016 őszén a TriGranit 175 millió euróért eladta a budapesti Millennium Towers nevű, A osztályú, 70.400 négyzetméteres komplexumot, amely négy irodaépületből áll a Millenniumi Városközpontban, Budapesten. A tranzakció az egyik legnagyobb irodai üzlet a magyar piacon, mind értékét, mind bérbeadható területét tekintve. Eközben Krakkóban átadták a Bonarka for Business "F" épületét, amely 10 000 négyzetméteres bérterületet adott a krakkói irodapiachoz.
2017-ben a TriGranit 20 éves üzleti életét ünnepelte.  Átadták a Bonarka 4 Business irodakomplexum hetedik, G irodatornyát, és megkezdték a H épület építését.
2018-ban a Revetas, egy, a közép- és kelet-európai régióra összpontosító speciális ingatlanbefektetési menedzser, megvásárolta a TriGranitot a TPG Real Estate-től, a globális alternatív eszközöket képviselő cég ingatlanplatformjától, TPG a Goldman Sachs Asset Management által kezelt alapokkal együtt. A TriGranit portfólió megszerzésével a Revetas és a TriGranit célja, a Revetas kiemelkedő befektetési, megszerzési és alapkezelési ismeretének összehangolása a TriGranit több mint 20 éves fejlesztési tapasztalatával, hogy további kivételes, valódi ingatlanokat építsenek fel Közép-Európában. Időközben megkezdték a Millennium Gardens irodaház építését Budapesten.